# Ectropis diluta
Ectropis diluta är en fjärilsart som beskrevs av Edward Alfred Cockayne 1950. Ectropis diluta ingår i släktet Ectropis och familjen mätare. Inga underarter finns listade i Catalogue of Life.